# 科斯格羅夫冰川
科斯格羅夫冰川（英語：Cosgrove Glacier）是南極洲的冰川，位於肯普地，處於穆萊布林冰川以西，最終注入史蒂芬森灣南部，在1956年由澳大利亞探險隊命名，現時由南極條約體系管理。